# Douglas XB-22
El Douglas XB-22 fue un proyecto de la compañía estadounidense Douglas Aircraft Company desarrollado durante la segunda mitad de los años 1930.

## Desarrollo

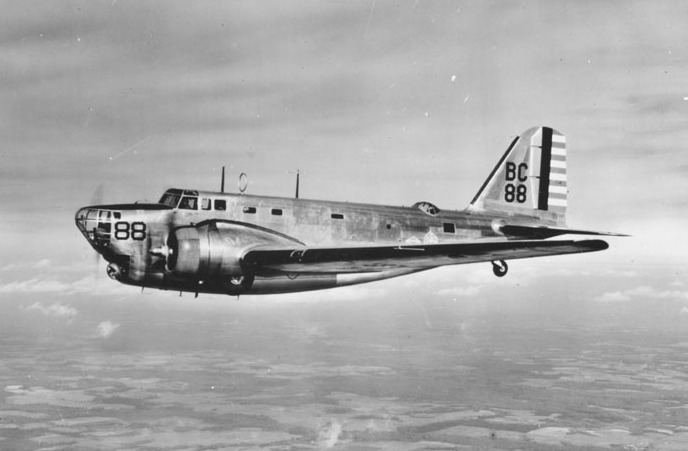
Douglas B-18 Bolo, bombardero que sirvió como base para el proyecto del Douglas XB-22.

Dicho proyecto tenía como meta el desarrollo de un bombardero medio bimotor de ala baja, a partir del Douglas B-18A Bolo, pero que contaría con unos motores un 60% más potentes que mejorarían su rendimiento. Sin embargo, el proyecto fue finalmente desestimado antes de que se construyera ningún prototipo debido a que el Cuerpo Aéreo del Ejército de los Estados Unidos (USAAC) no consideró que las mejoras fueran suficientes, y prefirió el desarrollo de un bombardero con cambios más radicales con respecto al B-18, que daría lugar al Douglas B-23 Dragon.

## Especificaciones (XB-22)

### Características generales
- Tripulación: Seis
- Longitud: 17,6 m (57,7 ft)
- Envergadura: 27,3 m (89,6 ft)
- Altura: 4,6 m (15,1 ft)
- Superficie alar: 89,1 m² (959,1 ft²)
- Peso vacío: 7400 kg (16 309,6 lb)
- Peso cargado: 10 030 kg (22 106,1 lb)
- Peso máximo al despegue: 12 600 kg (27 770,4 lb)
- Planta motriz: 2× motor radial de 14 cilindros en doble estrella sobrealimentado y refrigerado por aire Wright R-2600-1.
  - Potencia: 1200 kW (1654 HP; 1632 CV) cada uno.

### Rendimiento
- Carga alar: 113 kg/m² (23,1 lb/ft²)
- Potencia/peso: 240 W/kg (0,14 hp/lb)

### Armamento
- Armas de proyectiles: 

  - 3x Browning M1919 de 7,62 mm
- Bombas: 2200 kg

## Aeronaves relacionadas

### Desarrollos relacionados
- Douglas DC-2
- Douglas B-18 Bolo

### Aeronaves similares
- Douglas B-23 Dragon
- Martin Model 146
- North American XB-21
- Breguet 693
- PZL.37 Łoś
- Bristol Blenheim

### Secuencias de designación
- Secuencia B-_ (Bombarderos del USAAC/USAAF/USAF, 1926-1962): ← XB-19 - Y1B-20 - XB-21 - XB-22 - B-23 - B-24 - B-25 →